# Laheycourt
 Laheycourt  là một xã thuộc tỉnh Meuse trong vùng Grand Est đông nam nước Pháp. Xã này nằm ở khu vực có độ cao trung bình 170 mét trên mực nước biển.
Sông Chée chảy theo hướng tây qua phía nam thị trấn.